# Roberto Jiménez Gago
Roberto Jiménez Gago, także Roberto (ur. 10 lutego 1986 w Madrycie) – hiszpański piłkarz grający na pozycji bramkarza. Po sezonie 2021/22 bramkarz zakończył karierę piłkarską.

## Kariera piłkarska
Swoją karierę piłkarską Roberto rozpoczął w Atlético Madryt. W sezonie 2005/2006 był członkiem zespołu rezerw i jednocześnie trzecim bramkarzem pierwszej drużyny Atlético. 22 grudnia 2005 zadebiutował w Primera División w przegranym 1:2 wyjazdowym meczu z Osasuną i był to jego jedyny mecz w tamtym sezonie w pierwszej lidze Hiszpanii. W sezonie 2006/2007 grał w rezerwach Atlético. W sezonie 2007/2008 był wypożyczony do drugoligowego Gimnàstiku Tarragona. Latem 2008 przeszedł do Recreativo Huelva w ramach wymiany za Florenta Sinamę-Pongolle. W Recreativo był rezerwowym i grał jedynie w rozgywkach Pucharu Króla.
W lipcu 2009 roku Roberto wrócił do Atlético, które zapłaciło za niego sumę 1,25 miliona euro. W Atlético przegrał rywalizację z Sergio Asenjo i Davidem de Geą. W sezonie 2009/2010 Atlético zwyciężyło w rozgrywkach Ligi Europy. Wiosną 2010 został wypożyczony do Realu Saragossa, w którym zadebiutował 27 lutego 2010 w zwycięskim 2:0 wyjazdowym meczu z Getafe CF. W Realu był podstawowym bramkarzem.
25 czerwca 2010 Roberto podpisał kontrakt z Benfiką, do której trafił za kwotę 8,5 miliona euro. Swój debiut w lidze portugalskiej zanotował 15 sierpnia 2010 w przegranym 1:2 domowym meczu z Académiką Coimbra. W sezonie 2010/2011 zdobył z Benfiką Puchar Ligi Portugalskiej.
W 2011 roku Roberto wrócił do Realu Saragossa za 8,6 miliona euro. W sezonie 2013/14 podpisał kontrakt z Olympiakosem.
| Sezon   | Klub                | Kraj       | Rozgrywki          | Mecze | Bramki | Puchar Kraju | Mecze | Bramki | Rozgrywki kontynentalne             | Mecze | Bramki |
| ------- | ------------------- | ---------- | ------------------ | ----- | ------ | ------------ | ----- | ------ | ----------------------------------- | ----- | ------ |
| 2005/06 | Atlético Madryt     | Hiszpania  | Primera División   | 1     | 0      | -            | -     | -      | -                                   | -     | -      |
| 2005/06 | Atlético Madryt B   | Hiszpania  | Segunda División B | 5     | 0      | -            | -     | -      | -                                   | -     | -      |
| 2006/07 | Atlético Madryt B   | Hiszpania  | Segunda División B | 35    | 0      | -            | -     | -      | -                                   | -     | -      |
| 2007/08 | Gimnàstic Tarragona | Hiszpania  | Segunda División   | 28    | 0      | -            | -     | -      | -                                   | -     | -      |
| 2008/09 | Recreativo Huelva   | Hiszpania  | Primera División   | 0     | 0      | Puchar Króla | 2     | 0      | -                                   | -     | -      |
| 2009/10 | Atlético Madryt     | Hiszpania  | Primera División   | 3     | 0      | -            | -     | -      | Liga Mistrzów UEFA                  | 1     | 0      |
| 2009/10 | Real Saragossa      | Hiszpania  | Primera División   | 15    | 0      | -            | -     | -      | -                                   | -     | -      |
| 2010/11 | SL Benfica          | Portugalia | Primeira Liga      | 25    | 0      | -            | -     | -      | Liga Mistrzów UEFA Liga Europy UEFA | 6 7   | 0 0    |
| 2011/12 | Real Saragossa      | Hiszpania  | Primera División   | 38    | 0      | Puchar Króla | 2     | 0      | -                                   | -     | -      |
| 2012/13 | Real Saragossa      | Hiszpania  | Primera División   | 33    | 0      | -            | -     | -      | -                                   | -     | -      |
| 2013/14 | Olympiakos SFP      | Grecja     | Superleague Ellada | 31    | 0      | -            | -     | -      | Liga Mistrzów UEFA                  | 8     | 0      |
| 2014/15 | Olympiakos SFP      | Grecja     | Superleague Ellada | 29    | 0      | -            | -     | -      | Liga Mistrzów UEFA Liga Europy UEFA | 6 2   | 0 0    |
| 2015/16 | Olympiakos SFP      | Grecja     | Superleague Ellada | 27    | 0      | -            | -     | -      | Liga Mistrzów UEFA Liga Europy UEFA | 6 2   | 0 0    |
| 2016/17 | RCD Espanyol        | Hiszpania  | Primera División   | 4     | 0      | Puchar Króla | 2     | 0      | -                                   | -     | -      |
| 2017/18 | Málaga CF           | Hiszpania  | Primera División   | 34    | 0      | -            | -     | -      | -                                   | -     | -      |
| 2018/19 | RCD Espanyol        | Hiszpania  | Primera División   | 0     | 0      | Puchar Króla | 6     | 0      | -                                   | -     | -      |

## Kariera reprezentacyjna
Roberto występował w młodzieżowych reprezentacjach Hiszpanii na różnych szczeblach wiekowych. W 2005 roku zagrał z kadrą U-20 na Młodzieżowych Mistrzostwach Świata 2005, a w 2009 roku z kadrą U-21 na Mistrzostwach Europy 2009.